# 피트산
피트산(영어: phytic acid)은 이노시톨의 6겹의 인산염 에스터이다. 이노시톨 육인산(영어: inositol hexaphosphate), 이노시톨 육중인산(영어: inositol hexakisphosphate, IP6), 이노시톨 폴리인산(영어: inositol polyphosphate)이라고도 한다.
피트산염 음이온(phytate anion)은 특히 속겨와 씨 등 수많은 식물 조직에서 중요한 영양적 역할을 하는 무색의 종이다. 수많은 협과, 곡물에도 존재한다. 피트산과 피트산염은 무기질, 칼슘, 철, 아연이 풍부하다.

## 구조

## 같이 보기
- 영양소
- 옥살산